# 18.º Grupo de Reconocimiento
El 18° Grupo de Reconocimiento (Aufklärungs-Gruppe. 18) unidad militar de la Luftwaffe de la Alemania.

## Historia
Formada el 1 de agosto de 1938 en Köttingbrunn. El 1 de noviembre de 1938 es renombrado al 14° Grupo de Reconocimiento.

## Grupo de Estado Mayor (Stab)
Formada el 1 de agosto de 1938 en Köttingbrunn. El 1 de noviembre de 1938 es renombrado Grupo de Estado Mayor/14° Grupo de Reconocimiento.

## Bases
| 1 de agosto de 1938 – 1 de noviembre de 1938 | Köttingbrunn | He 45 y el He 46 |

## 1° Escuadra (H)
Formada el 1 de agosto de 1938 en Köttingbrunn. El 1 de noviembre de 1938 es renombrada 1° Escuadra/14° Grupo de Reconocimiento.

## Bases
| 1 de agosto de 1938 – 1 de noviembre de 1938 | Köttingbrunn | He 45 y el He 46 |

## 2° Escuadra (H)
Formada el 1 de agosto de 1938 en Köttingbrunn. El 1 de noviembre de 1938 es renombrada 1° Escuadra/14° Grupo de Reconocimiento.

## Bases
| 1 de agosto de 1938 – 1 de noviembre de 1938 | Köttingbrunn | He 45 y el He 46 |

## 3° Escuadra (H)
Formada el 1 de agosto de 1938 en Köttingbrunn. El 1 de noviembre de 1938 es renombrada 3° Escuadra/14° Grupo de Reconocimiento.

## Bases
| 1 de agosto de 1938 – 1 de noviembre de 1938 | Köttingbrunn | He 45 y el He 46 |

## 4° Escuadra (F)
Formada el 1 de agosto de 1938 en Köttingbrunn. El 1 de noviembre de 1938 es renombrada 4° Escuadra/14° Grupo de Reconocimiento.

## Bases
| 1 de agosto de 1938 – 1 de noviembre de 1938 | Köttingbrunn | Dornier Do 17 |